# 稳度
稳度是一处于稳定平衡状态的物体，其倾倒的难易程度（即物体的稳定程度）。

## 决定稳度的因素
物体（可能）绕着翻倒的底部边缘点（线）叫翻转点（线），过物体重心的重垂线与水平支持面（倾斜支持面在过翻转点的水平面上的投影面）的交点称做重稳心，重稳心到翻转点（线）的距离叫翻转半径。稳度与重心的高度及翻转半径的大小有关，重心越低，翻转半径越大，稳度越大，对一般物体而言，在重心高度一定、支面大小一定时，向不同方向翻倒的难易程度不同，稳度具有方向性。

## 支持面上物体稳度的定量描述
物体所受重力的作用点在重心，只要中垂线（重力作用线）不超出物体的支持面，物体就不会翻倒。
考虑到稳度与重心高度和翻转半径有关，以物体向某方向翻倒的最大倾斜角的正切函数值来定量描述物体稳度，用η表示物体稳度，r表示翻转半径，h表示重心高度，则η=r／h，稳度η与翻转半径r成正比，与重心高度h成反比，